# 黒執事 (アニメ)
『黒執事』（くろしつじ）は、枢やなによる同名の漫画を原作とした日本のアニメ作品。
2008年10月よりテレビアニメとして第1期が放送され、2010年7月から9月まで第2期、2014年7月から9月まで第3期、2024年4月から6月まで第4期、2025年4月から6月まで第5期が放送された。
テレビアニメからの派生作品として、OVA作品も複数制作されている。本項ではこちらについても解説する。
- 1期・2期のOVA作品については#映像特典の節を参照。
- 2014年に制作されたOVA作品については#概要＞第3期・OVAの節を参照のこと。

## 概要
第1期
2008年10月から2009年3月まで原作と同タイトルで、毎日放送・TBSほか、TBS系列主要10局にて2クール放送された。ハイビジョン制作。毎日放送とTBSでは字幕放送も実施された。
原作が中盤に入る前のアニメ化ゆえに原作を基にした内容は「逆さ吊り事件編」までで、それ以降の大半がアニメオリジナルエピソードとなっており、女王の執事として天使アッシュが登場する。また、セバスチャンのつく悪態などのモノローグ描写がほとんど除去されたため、キャラクター性が原作よりもクールかつミステリアスに演出されているが、原作同様のコミカルな要素は残されている。なお、アニメオリジナルエピソードには原作以上に残酷的な描写や男性向けの性的な描写が散見される。
アニメオリジナルキャラクター原案や毎話変更のシエルの衣装デザイン原案は、原作者の枢やなが担当している。
放送開始の前週には、セバスチャンが前番組『マクロスF』の終了後に同番組にちなんだナレーションを語る第1話予告が放送された。
第2期
2010年7月から同年9月まで、第1期と同様のTBS系列主要10局にて『黒執事II』（くろしつじ ツー）のタイトルで放送された。基本的な放送様式は第1期に準じているが、放送期間は1クールとなっている。
2009年6月14日のイベントにて第2期の製作決定が発表され、2010年1月に催されたイベントにて正式タイトルと放送開始時期、そして原作とは無関係のアニメオリジナルキャラクターであるクロード・フォースタスとアロイス・トランシーが発表された。第1期と違って完全にアニメオリジナルエピソードのみで構成されることからも放送開始までは情報露出が抑えられており、セバスチャンやシエルといった原作キャラクターの登場については明言されていなかったが、両者とも第1話で登場した。その後、TBSでの第1話放送後に公式サイトが大幅にリニューアルされ、第1期とのつながりが公表された。
アニメオリジナルキャラクター原案、毎話変更のシエルの衣装、および主要人物の衣装デザイン全般は、第1期同様原作者の枢やなが担当している。
第3期・OVA
2014年7月から同年9月まで、『黒執事 Book of Circus』（くろしつじ ブック・オブ・サーカス）のタイトルで毎日放送・TBS『アニメイズム』B2枠ほかにて放送された。原作の「ノアの方舟サーカス編」をアニメ化。過去のアニメ2作品とはストーリー・設定の一部がつながっていない。そのため、セバスチャンもシエルもファントムハイヴ家で暮らしており、「女王の番犬」として活動中であるなど、原作の設定に準拠した内容となっている。
第3期のネット局にはBS-TBSが追加されたが、地上波での放送局はTBS・CBCテレビ・毎日放送のみに減少した。
2014年1月18日、約3年9か月ぶりとなるアニメ新シリーズの制作が発表され、その告知ムービーも公開された。同年3月22日には、「ノアの方舟サーカス編」を原作としていることや、7月から放送を予定していることが発表された。
第3期と同時に、それとは別に「ファントムハイヴ邸連続殺人事件編」を原作としたOVAを『黒執事 Book of Murder』（くろしつじ ブック・オブ・マーダー）のタイトルで制作することや、劇場先行上映することが発表された。メインキャスト・スタッフは第3期と同様。
劇場アニメ
2015年10月10日に大阪城ホールにて開催されたMBS ANIME FES 2015で、制作が発表された。その後、2016年2月18日には「豪華客船編」を原作とした『黒執事 Book of the Atlantic』（くろしつじ ブック・オブ・ザ・アトランティック）のタイトルで2017年初春公開予定であることが発表され、同年1月21日に公開された。メインキャスト・スタッフは第3期と同様。
第4期
2023年7月4日に開催された「Anime Expo 2023」内の「Crunchyroll Industry Panel」にて、制作が発表された。「寄宿学校編」を原作として、2024年4月から同年6月まで『黒執事 -寄宿学校編-』のタイトルでTOKYO MXほかにて放送された。
第5期
2024年7月6日（日本時間）に開催された「Anime Expo 2024」内のパネルステージにて制作が発表された。「緑の魔女編」を原作として、2025年4月から6月まで『黒執事 -緑の魔女編-』のタイトルで放送された。

## 登場人物
- セバスチャン・ミカエリス - 小野大輔
- シエル・ファントムハイヴ - 坂本真綾
- ジョーカー - 宮野真守
- ビースト - 甲斐田裕子
- スネーク - 寺島拓篤
- ドール - 高垣彩陽
- ダガー - 岡本信彦

## 用語
マーキング
第1期第17話で、セバスチャンがマチルダを半裸にさせて施した行為。ネーミングはセバスチャン自身によるもの。これを施された相手は恍惚となる一方、セバスチャンが通常では行き来し辛いような異次元からでも帰還するための「目印」となるが、相手本人に後者の自覚は無い。
デス・ブックマーク
第1期第18話で、葬儀屋がアンジェラによって書き換えられていたマチルダの走馬灯劇場（シネマティックレコード）を書き換えるために使った、ピンクのしおり。葬儀屋以外の者は使用できない。
レーヴァテイン
第2期に登場する、歪な形をした悪魔の剣。ハンナが体内に保管している。悪魔には現世のどのような攻撃も致命傷にならないが、これで付けられた傷は永遠に癒えず、貫かれた魂は永遠の終わりを迎える。最終話でセバスチャンとクロードの決闘に使用され、2人の運命を分けた。

## スタッフ
※OVAについては概ね3期と同様なので記述は省略。
| 原作                          | 枢やな                                | 枢やな                                | 枢やな                                                      | 枢やな                                          | 枢やな                                          |            |            |            |
| 監督                          | 篠原俊哉                              | 小倉宏文                              | 阿部記之                                                    | 岡田堅二朗                                      | 岡田堅二朗                                      | 岡田堅二朗 | 岡田堅二朗 | 岡田堅二朗 |
| シリーズ構成                  | 岡田麿里                              | 岡田麿里                              | 吉野弘幸                                                    | 吉野弘幸                                        | 吉野弘幸                                        |            |            |            |
| キャラクターデザイン          | 芝美奈子                              | 芝美奈子                              | 芝美奈子                                                    | 清水祐実                                        | 清水祐実                                        |            |            |            |
| 総作画監督                    | 芝美奈子                              | 芝美奈子                              | 芝美奈子                                                    | 「各話リスト」参照                              | 「各話リスト」参照                              |            |            |            |
| 色彩設計                      | 歌川律子                              | 古市裕一                              | ホカリカナコ                                                | 横田明日香                                      | 横田明日香                                      |            |            |            |
| 美術監督                      | 小倉宏昌                              | 緒続学                                | 緒続学                                                      | 根本邦明                                        | 根本邦明                                        |            |            |            |
| テクニカルディレクター        | N/A                                   | N/A                                   | N/A                                                         | 佐久間悠也                                      | 佐久間悠也                                      |            |            |            |
| CG監督                        | N/A                                   | N/A                                   | N/A                                                         | 宮地克明                                        | 伊藤達弘                                        |            |            |            |
| 撮影監督                      | 木下陽方                              | 古川貴之                              | 設楽希、佐々木剣斗                                          | 金森つばさ                                      | 金森つばさ                                      |            |            |            |
| 撮影監督                      | 木下陽方                              | 古川貴之                              | 設楽希、佐々木剣斗                                          | N/A                                             | 本倉悠介                                        |            |            |            |
| 編集                          | 後藤正浩                              | 後藤正浩                              | 後藤正浩                                                    | 小口理菜                                        | 小口理菜                                        |            |            |            |
| 音楽                          | 岩崎琢                                | 岩崎琢                                | 光田康典                                                    | 川崎龍                                          | 川崎龍                                          |            |            |            |
| 音響監督                      | 小林克良                              | 小林克良                              | 小林克良                                                    | 明田川仁                                        | 明田川仁                                        |            |            |            |
| プロデューサー                | 岩田幹宏、清水博之 丸山博雄、斎藤俊輔 | 岩田幹宏、清水博之 丸山博雄、斎藤俊輔 | 木村康貴                                                    | 木村康貴                                        | 木村康貴                                        |            |            |            |
| プロデューサー                | 岩田幹宏、清水博之 丸山博雄、斎藤俊輔 | 岩田幹宏、清水博之 丸山博雄、斎藤俊輔 | 横山朱子、小岐須泰世、金庭こず恵 佐藤至信、久保勝範、橋本龍 | 黒﨑静佳、福島祐一 Kanako Takahash / 髙橋佳那子 | 黒﨑静佳、福島祐一 Kanako Takahash / 髙橋佳那子 |            |            |            |
| アニメーション プロデューサー | N/A                                   | N/A                                   | 山田賢志郎                                                  | 伊藤泰斗                                        | 伊藤泰斗                                        |            |            |            |
| スーパーバイザー              | 熊剛                                  | 熊剛                                  | 熊剛                                                        | 熊剛                                            | 熊剛                                            |            |            |            |
| 制作                          | A-1 Pictures                          | A-1 Pictures                          | A-1 Pictures                                                | CloverWorks                                     | CloverWorks                                     |            |            |            |
| 製作                          | 女王の番犬                            | 「黒執事II」 製作委員会               | 黒執事Project MBS                                           | 黒執事製作委員会                                | 黒執事製作委員会                                |            |            |            |
| 製作                          | 毎日放送                              |                                       | 黒執事Project MBS                                           | 黒執事製作委員会                                | 黒執事製作委員会                                |            |            |            |

## 主題歌
第1期
「モノクロのキス」
シドによるオープニングテーマ。作詞はマオ、作曲はShinji、編曲はシド、西平彰。
「I'm ALIVE!」
BECCAによる第1話 - 第13話エンディングテーマ。作詞はBECCA,Meredith Brooks、作曲はTABO、編曲はChris Satriani。
「Lacrimosa」
Kalafinaによる第14話 - 番外篇エンディングテーマ。作詞・作曲・編曲は梶浦由記。

第2期
「SHIVER」
the GazettEによるオープニングテーマ。作詞は流鬼、作曲・編曲はthe GazettE。
「Bird」
松下優也によるエンディングテーマ。作詞は前田たかひろ、作曲・編曲はJin Nakamura。
「輝く空の静寂には」
Kalafinaによる第8話、第12話、OVA第6話エンディングテーマ。作詞・作曲・編曲は梶浦由記。

第3期
「ENAMEL」
シドによるオープニングテーマ。作詞はマオ、作曲は御恵明希、編曲はシド。
「蒼き月満ちて」
AKIRAによるエンディングテーマ。作詞はAKIRA SUOU、Saku、作曲・編曲はSaku。

寄宿学校編
「狂信者のパレード - The Parade of Battlers」
音羽-otoha-によるオープニングテーマ。
「贖罪」
シドによるエンディングテーマ。
緑の魔女編
「MAISIE」
Cö shu Nie feat. HYDEによるオープニングテーマ。作詞・作曲はHYDE、編曲は中村未来。
「WALTZ」
龍宮城によるエンディングテーマ。作詞・作曲は薔薇園アヴ。

## 各話リスト

### 第1期
| 話数   | サブタイトル     | 脚本     | 絵コンテ        | 演出              | 作画監督                                            | 初放送日       |
| ------ | ---------------- | -------- | --------------- | ----------------- | --------------------------------------------------- | -------------- |
| 第1話  | その執事、有能   | 岡田麿里 | 篠原俊哉        | 小倉宏文          | 芝美奈子                                            | 2008年 10月3日 |
| 第2話  | その執事、最強   | 岡田麿里 | 篠原俊哉        | 岩本美香 岡尾貴洋 | 滝川和男 谷口繁則                                   | 10月10日       |
| 第3話  | その執事、万能   | 岡田麿里 | 大原実          | 下司泰弘          | 高乗陽子 岡崎洋美                                   | 10月17日       |
| 第4話  | その執事、酔狂   | 山田由香 | 大久保富彦      | 大久保富彦        | 徳田夢之介                                          | 10月24日       |
| 第5話  | その執事、邂逅   | 岡田麿里 | 吉村愛          | 吉村愛            | 川口千里 青木水流                                   | 10月31日       |
| 第6話  | その執事、葬送   | 吉野弘幸 | 滝沢敏文        | 津田尚克          | 蘇武裕子                                            | 11月7日        |
| 第7話  | その執事、遊興   | 吉野弘幸 | 大原実          | 筑紫大介          | 佐野隆雄 徳田夢之介                                 | 11月14日       |
| 第8話  | その執事、調教   | 岡田麿里 | 滝川和男        | 岡尾貴洋 岩本美香 | 水口桂 谷口繁則                                     | 11月21日       |
| 第9話  | その執事、幻像   | 山田由香 | 小倉宏文        | 小倉宏文          | 塚本知代美 森光恵 高乗陽子 河野真貴 高田晃          | 11月28日       |
| 第10話 | その執事、氷上   | 吉野弘幸 | 大久保富彦      | 大久保富彦        | 徳田夢之介                                          | 12月5日        |
| 第11話 | その執事、如何様 | 岡田麿里 | 大原実          | 鈴木健太郎        | 川口千里 松本文子                                   | 12月12日       |
| 第12話 | その執事、寂寥   | 岡田麿里 | 篠原俊哉 吉村愛 | 吉村愛            | 高乗陽子 古住千秋 清水祐実                          | 12月19日       |
| 第13話 | その執事、居候   | 山田由香 | 滝沢敏文        | 津田尚克          | 徳田夢之介 蘇武裕子                                 | 12月26日       |
| 第14話 | その執事、異能   | 山田由香 | 大原実          | 岡尾貴洋 岩本美香 | 内野明雄 谷口繁則 石田啓一                          | 2009年 1月16日 |
| 第15話 | その執事、競争   | 吉野弘幸 | まついひとゆき  | 小倉宏文          | 榊里佳子 岡崎洋美                                   | 1月23日        |
| 第16話 | その執事、孤城   | 村上リコ | 大久保富彦      | 大久保富彦        | 徳田夢之介                                          | 1月30日        |
| 第17話 | その執事、奉納   | 岡田麿里 | 森田宏幸        | 市村徹夫          | 小倉典子                                            | 2月6日         |
| 第18話 | その執事、転送   | 岡田麿里 | 大原実          | 吉村愛            | 川口千里 松本文子 加藤万由子                        | 2月13日        |
| 第19話 | その執事、入牢   | 吉野弘幸 | 滝沢敏文        | 津田尚克          | 榊里佳子                                            | 2月20日        |
| 第20話 | その執事、脱走   | 吉野弘幸 | 島津裕行        | ながはまのりひこ  | 清水祐実 青木水流                                   | 2月27日        |
| 第21話 | その執事、雇傭   | 山田由香 | 小倉宏文        | 小倉宏文          | 川口千里 高乗陽子                                   | 3月6日         |
| 第22話 | その執事、解消   | 岡田麿里 | 大原実          | 市村徹夫          | 小倉典子 松本文子                                   | 3月13日        |
| 第23話 | その執事、炎上   | 岡田麿里 | 大久保富彦      | 大久保富彦        | 徳田夢之介                                          | 3月20日        |
| 第24話 | その執事、滔滔   | 岡田麿里 | 篠原俊哉        | 小倉宏文          | 芝美奈子 川口千里 松本文子 森光恵 中村深雪 原田大基 | 3月27日        |
| 番外編 | その執事、興行   | 岡田麿里 | 篠原俊哉        | 市村徹夫          | 川口千里 松本文子 芝美奈子                          | 未放送         |

### 第2期『II』
| 話数   | サブタイトル | 脚本              | 絵コンテ         | 演出             | 作画監督                          | 初放送日      |
| ------ | ------------ | ----------------- | ---------------- | ---------------- | --------------------------------- | ------------- |
| 第1話  | クロ執事     | 岡田麿里          | 小倉宏文         | 佐々木忍         | 蘇武裕子                          | 2010年 7月2日 |
| 第2話  | 単執事       | 村上リコ          | 吉村愛           | 吉村愛           | 松本文子                          | 7月9日        |
| 第3話  | 女郎執事     | 樋口達人          | 松園公           | えんどうてつや   | 菅井翔                            | 7月16日       |
| 第4話  | テロ執事     | 岡田麿里 横谷昌宏 | 田中孝行         | 田中孝行         | 坂崎忠                            | 7月23日       |
| 第5話  | 狼煙執事     | 根元歳三          | 大久保富彦       | 大久保富彦       | 徳田夢之介                        | 7月30日       |
| 第6話  | 夜露執事     | 根元歳三          | 小倉宏文         | 原田孝宏         | 川口千里                          | 8月6日        |
| 第7話  | 殺執事       | 樋口達人          | 吉沢俊一         | 吉沢俊一         | 中村深雪                          | 8月13日       |
| 第8話  | 吐露執事     | 岡田麿里          | 佐々木忍         | 佐々木忍         | 安田京弘                          | 8月20日       |
| 第9話  | 虚執事       | 岡田麿里          | まつもとよしひさ | まつもとよしひさ | 菅井翔                            | 8月27日       |
| 第10話 | 零執事       | 岡田麿里          | 田中孝行         | 田中孝行         | 坂崎忠                            | 9月3日        |
| 第11話 | 岐路執事     | 岡田麿里          | 大久保富彦       | 大久保富彦       | 徳田夢之介                        | 9月10日       |
| 第12話 | 黒執事       | 岡田麿里          | 小倉宏文         | 佐々木忍         | 芝美奈子 蘇武裕子 森光恵 中村深雪 | 9月17日       |

### 第3期『Book of Circus』
| 話数   | サブタイトル   | 脚本       | 絵コンテ | 演出           | 作画監督                                                    | 初放送日       |
| ------ | -------------- | ---------- | -------- | -------------- | ----------------------------------------------------------- | -------------- |
| 第1話  | その執事、披露 | 枢やな     | 阿部記之 | 阿部記之       | 古住千秋 澤田美香                                           | 2014年 7月11日 |
| 第2話  | その執事、壇上 | 吉野弘幸   | 阿部記之 | 阿部記之       | 蘇武裕子 猪口美緒                                           | 7月11日        |
| 第3話  | その執事、採用 | 吉野弘幸   | 西片康人 | 小坂春女       | 中村深雪 中山由美                                           | 7月18日        |
| 第4話  | その執事、同僚 | 吉野弘幸   | 田中孝行 | 田中孝行       | 伊藤智子 澤田美香 大和田彩乃                                | 8月1日         |
| 第5話  | その執事、飛翔 | 宮田由佳   | 沖田宮奈 | 政木伸一       | 鈴木奈都子 岩田芳美                                         | 8月8日         |
| 第6話  | その執事、交渉 | 大河内一楼 | 小俣真一 | 熨斗谷充孝     | 梅津茜 仁井学 川村敏江                                      | 8月15日        |
| 第7話  | その執事、撫養 | 吉野弘幸   | 佐山聖子 | 江副仁美       | 丸山修二 青木真理子 志賀道憲 服部憲知 村松尚雄 小島えり     | 8月22日        |
| 第8話  | その執事、嘲笑 | 吉野弘幸   | 滝沢敏文 | 小坂春女       | 蘇武裕子 古住千秋                                           | 8月29日        |
| 第9話  | その執事、従容 | 吉野弘幸   | 佐山聖子 | 飛田剛         | 中山由美 江森真理子                                         | 9月5日         |
| 第10話 | その執事、遂行 | 吉野弘幸   | 阿部記之 | ところともかず | 伊藤智子 古住千秋 福世真奈美 蘇武裕子 大和田彩乃 江森真理子 | 9月12日        |

### OVA『黒執事 Book of Murder』
| 話数  | サブタイトル | 脚本     | 絵コンテ                           | 演出                         | 作画監督                                                                                  | 発売日         |
| ----- | ------------ | -------- | ---------------------------------- | ---------------------------- | ----------------------------------------------------------------------------------------- | -------------- |
| 第1話 | 上           | 吉野弘幸 | 水野和則 ところともかず 西本由紀夫 | 河野亜矢子 安藤健 熨斗谷充孝 | 古住千秋 猪口美緒 蘇武裕子 菊池聡 丸山翔子 志賀道憲 吉本拓二 小池悠介 梅津茜 川村敏江     | 2015年 1月28日 |
| 第2話 | 下           | 吉野弘幸 | 阿部記之 田中孝行 西本由紀夫       | 阿部記之 小坂春女 熨斗谷充孝 | 猪口美緒 伊藤智子 中山由美 福世真奈美 蘇武裕子 江森真理子 古住千秋 梅津茜 澤田美香 仁井学 | 2月25日        |

### 第4期『-寄宿学校編-』
| 話数   | サブタイトル                                  | 脚本       | 絵コンテ   | 演出                         | 作画監督 | 総作画監督                 | 初放送日       |
| ------ | --------------------------------------------- | ---------- | ---------- | ---------------------------- | --- | -------------------------- | -------------- |
| 第01話 | その執事、登校 His Butler, at School          | 吉野弘幸   | 岡田堅二朗 | 岡田堅二朗                   | 栗原優 瀧原美樹 清水陽一                                                                                                | 清水裕輔 清水祐実          | 2024年 4月13日 |
| 第02話 | その執事、偽装 His Butler, in Disguise        | 吉野弘幸   | 大嶋博之   | 小野勝吾                     | 合田麻美 加藤明日美 猪口美緒 伊藤香織                                                                                   | 清水裕輔 清水祐実          | 4月20日        |
| 第03話 | その執事、策謀 His Butler, plotting           | 吉野弘幸   | 今井友紀子 | 今井友紀子                   | 伊藤美奈 前澤弘美 | 髙田晃 清水祐実            | 4月27日        |
| 第04話 | その執事、談合 His Butler, Colluding          | 横手美智子 | 大橋一輝   | 江島泰男                     | 金水民 李恩知 金情銀 | 清水裕輔 伊藤香織 清水祐実 | 5月4日         |
| 第05話 | その執事、入場 His Butler, Gaining Admittance | 早川スミカ | 伊福覚志   | 伊福覚志                     | 猪口美緒 伊藤幸 村井夏織 江森真理子 栗原優                                                                              | 猪口美緒 清水祐実          | 5月11日        |
| 第06話 | その執事、策動 His Butler, Scheming           | 吉野弘幸   | 児玉亮     | 小野勝吾                     | 寒川歩 栗原優 清水陽一 三浦龍 加藤明日美                                                                                | 清水裕輔 清水祐実          | 5月18日        |
| 第07話 | その執事、決勝 His Butler, Final Match        | 横手美智子 | 児玉亮     | 児玉亮                       | 白鳥ななみ 三浦龍 前澤弘美 上田翔太朗 河西委宏 伊藤美奈                                                                 | 清水裕輔 清水祐実          | 5月25日        |
| 第08話 | その執事、施錠 His Butler, Locking Up         | 守護このみ | 川村一     | 柴田彰久 唐澤涼太            | 園田尚也 髙橋千尋 合田麻美                                                                                              | 猪口美緒                   | 6月1日         |
| 第09話 | その執事、朗笑 His Butler, Having a laugh     | 吉野弘幸   | 江島泰男   | 江島泰男                     | 李恩知 金水民 金情銀 | 清水祐実 清水裕輔          | 6月8日         |
| 第10話 | その執事、賛同 His Butler, Assenting          | 早川スミカ | 佐々木忍   | 佐々木忍                     | 伊藤美奈 前澤弘美 瀧原美樹 伊藤幸 栗原優 三浦龍                                                                         | 髙田晃 清水祐実            | 6月15日        |
| 第11話 | その執事、滑走 His Butler, Taking Off         | 吉野弘幸   | 岡田堅二朗 | 伊福覚志 岡田堅二朗 小野勝吾 | 李恩知 金水民 合田麻美 河西委宏 村井夏織 白鳥ななみ 寒川歩 安留雅弥 園田尚也 伊藤香織 伊藤美奈 後藤依子 三浦龍 清水裕輔 | 猪口美緒 清水祐実          | 6月22日        |

### 第5期『-緑の魔女編-』
| 話数   | サブタイトル                                  | 脚本       | 絵コンテ            | 演出              | 作画監督 | 総作画監督                 | 初放送日      |
| ------ | --------------------------------------------- | ---------- | ------------------- | ----------------- | --- | -------------------------- | ------------- |
| 第1話  | その執事、探訪 His Butler, Doing Fieldwork    | 守護このみ | 佐々木忍            | 佐々木忍          | 清水裕輔 三浦龍 高橋千尋 | 清水祐実                   | 2025年 4月5日 |
| 第2話  | その執事、警鐘 His Butler, Sounding the Alarm | 早川スミカ | 飯山菜保子          | 飯山菜保子        | 栗原優 伊藤美奈 伊藤香織 | 髙田晃                     | 4月12日       |
| 第3話  | その執事、出向 His Butler, On Loan            | 吉野弘幸   | 岡田堅二朗 小野勝吾 | 小野勝吾          | 猪口美緒 瀧原美樹 合田麻美 | 猪口美緒                   | 4月19日       |
| 第4話  | その執事、奉公 His Butler, Serving            | 横手美智子 | 江島泰男            | 高橋英俊 江島泰男 | 李恩知 金水民 李民祐 | 清水裕輔                   | 4月26日       |
| 第5話  | その執事、下降 His Butler, Descending         | 守護このみ | 伊福覚志            | 伊福覚志          | 寒川歩 伊藤智子 杉生祐一 小井聖令奈                                                                                            | 寒川歩                     | 5月3日        |
| 第6話  | その執事、失望 His Butler, Despairing         | 早川スミカ | 岡田堅二朗 萬尾龍一 | 萬尾龍一          | 白鳥ななみ 清水陽一 伊藤香織                                                                                                   | 清水祐実                   | 5月10日       |
| 第7話  | その執事、勧奨 His Butler, Encouranging       | 吉野弘幸   | 岩岡夢子            | 岩岡夢子          | 福田裕樹 本田舞波 後藤依子 張昀 北島勇樹                                                                                       | 猪口美緒                   | 5月17日       |
| 第8話  | その執事、狂暴 His Butler, Furious            | 守護このみ | 京極竜矢            | 萬尾龍一          | 金水民 李恩知 李民祐 北島勇樹 前澤弘美 伊藤智子 小井聖令奈 張昀                                                                | 清水裕輔                   | 5月24日       |
| 第9話  | その執事、遭逢 His Butler, Crossing Paths     | 横手美智子 | 児玉亮              | 児玉亮            | 杉生祐一 合田麻美 三浦龍 伊藤美奈 李恩知 金ダウン                                                                              | 寒川歩                     | 5月31日       |
| 第10話 | その執事、掃討 His Butler, Mopping Up         | 早川スミカ | 佐々木忍            | 佐々木忍          | 伊藤美奈 前澤弘美 栗原優 清水陽一 伊藤香織 伊藤智子 吉野彰敏 網航 福田裕樹 園田尚也 佐藤隆雄 石垣純哉 三浦龍                   | 髙田晃                     | 6月7日        |
| 第11話 | その執事、不詳 His Butler, Much Unknown       | 横手美智子 | 飯山菜保子          | 飯山菜保子        | 瀧原美樹 合田麻美 白鳥ななみ 佐藤ひかる 安留雅弥 本田舞波 杉生祐一 前澤弘美 網航 伊藤智子 伊藤美奈 三浦龍 むすひ tofu 酒田夜空 | 清水祐実                   | 6月14日       |
| 第12話 | その執事、尋訪 His Butler, Calling            | 吉野弘幸   | 柴田彰久            | 柴田彰久          | 金水民 李民祐 李恩知 金ダウン 申惠蘭                                                                                           | 李恩知 清水裕輔            | 6月21日       |
| 第13話 | その執事、潜航 His Butler, Submerged          | 吉野弘幸   | 伊福覚志            | 伊福覚志 小野勝吾 | 前澤弘美 小井聖令奈 後藤依子 小川麻衣 伊藤智子 寒川歩 申熙秀 趙雅羅 金知泳 酒田夜空                                            | 清水祐実 猪口美緒 清水裕輔 | 6月28日       |

## 放送局
| 放送期間                      | 放送時間                     | 放送局       | 対象地域       | 備考                                      |
| ----------------------------- | ---------------------------- | ------------ | -------------- | ----------------------------------------- |
| 2008年10月3日 - 2009年3月27日 | 金曜 1:25 - 1:55（木曜深夜） | 毎日放送     | 近畿広域圏     | 製作参加                                  |
|                               | 金曜 2:30 - 3:00（木曜深夜） | 中部日本放送 | 中京広域圏     |                                           |
| 2008年10月4日 - 2009年3月28日 | 土曜 1:55 - 2:25（金曜深夜） | TBSテレビ    | 関東広域圏     |                                           |
|                               |                              | 東北放送     | 宮城県         |                                           |
|                               | 土曜 2:15 - 2:45（金曜深夜） | 静岡放送     | 静岡県         |                                           |
| 2008年10月5日 - 2009年3月29日 | 日曜 2:40 - 3:10（土曜深夜） | 中国放送     | 広島県         |                                           |
| 2008年10月6日 - 2009年3月30日 | 月曜 1:50 - 2:20（日曜深夜） | 熊本放送     | 熊本県         |                                           |
| 2008年10月7日 - 2009年3月31日 | 火曜 2:25 - 2:55（月曜深夜） | 北海道放送   | 北海道         |                                           |
|                               |                              | 山陽放送     | 岡山県・香川県 |                                           |
|                               | 火曜 2:25 - 2:55（月曜深夜） | RKB毎日放送  | 福岡県         |                                           |
| 2008年11月5日 - 2009年4月22日 | 水曜 22:00 - 22:30           | アニマックス | 日本全域       | CS放送 / 『LEVEL22』枠 / リピート放送あり |

| 配信開始日     | 配信時間 | 配信サイト                  |
| -------------- | -------- | --------------------------- |
| 2008年10月17日 | 金曜更新 | バンダイチャンネル Showtime |

| 放送期間                      | 放送時間                     | 放送局       | 対象地域       | 備考                                      |
| ----------------------------- | ---------------------------- | ------------ | -------------- | ----------------------------------------- |
| 2010年7月2日 - 9月17日        | 金曜 1:20 - 1:50（木曜深夜） | 毎日放送     | 近畿広域圏     | 製作参加                                  |
| 2010年7月3日 - 9月18日        | 土曜 1:55 - 2:25（金曜深夜） | TBSテレビ    | 関東広域圏     |                                           |
|                               | 土曜 2:10 - 2:40（金曜深夜） | 静岡放送     | 静岡県         |                                           |
| 2010年7月4日 - 9月19日        | 日曜 2:23 - 2:53（土曜深夜） | 東北放送     | 宮城県         |                                           |
|                               | 日曜 2:43 - 3:13（土曜深夜） | 中国放送     | 広島県         |                                           |
| 2010年7月5日 - 9月20日        | 月曜 2:00 - 2:30（日曜深夜） | 北海道放送   | 北海道         |                                           |
|                               | 月曜 2:20 - 2:50（日曜深夜） | 熊本放送     | 熊本県         |                                           |
| 2010年7月6日 - 9月21日        | 火曜 2:25 - 2:55（月曜深夜） | RKB毎日放送  | 福岡県         |                                           |
|                               | 火曜 2:50 - 3:20（月曜深夜） | 山陽放送     | 岡山県・香川県 |                                           |
| 2010年7月8日 - 9月23日        | 木曜 2:00 - 2:30（水曜深夜） | 中部日本放送 | 中京広域圏     |                                           |
| 2010年11月2日 - 2011年1月25日 | 火曜 22:00 - 22:30           | アニマックス | 日本全域       | CS放送 / 『LEVEL22』枠 / リピート放送あり |

| 配信開始日    | 配信時間                   | 配信サイト         |
| ------------- | -------------------------- | ------------------ |
| 2010年7月8日  | 木曜 3:00（水曜深夜） 更新 | ニコニコチャンネル |
|               | 木曜 12:00 更新            | アニメモビ         |
| 2010年7月15日 |                            | バンダイチャンネル |
| 2010年7月16日 | 金曜更新                   | Showtime           |

| 放送期間                                                         | 放送時間                     | 放送局       | 対象地域   | 備考                         |
| ---------------------------------------------------------------- | ---------------------------- | ------------ | ---------- | ---------------------------- |
| 2014年7月11日 - 9月12日                                          | 金曜 2:19 - 2:49（木曜深夜） | 毎日放送     | 近畿広域圏 | 製作参加                     |
| 2014年7月12日 - 9月13日                                          | 土曜 2:25 - 2:55（金曜深夜） | TBSテレビ    | 関東広域圏 |                              |
|                                                                  | 土曜 3:12 - 3:42（金曜深夜） | CBCテレビ    | 中京広域圏 |                              |
| 2014年7月13日 - 9月14日                                          | 日曜 0:30 - 1:00（土曜深夜） | BS-TBS       | 日本全域   | BS放送                       |
| 2014年8月12日 - 10月14日                                         | 火曜 22:00 - 22:30           | アニマックス | 日本全域   | BS/CS放送 / リピート放送あり |
| 毎日放送、TBSテレビ、CBCテレビ、BS-TBSでは『アニメイズム』B2枠。 |                              |              |            |                              |

| 配信開始日    | 配信時間                     | 配信サイト                   |
| ------------- | ---------------------------- | ---------------------------- |
| 2014年7月14日 | 月曜更新                     | J:COMオンデマンド ビデオパス |
| 2014年7月15日 | 火曜 0:00（水曜深夜） 更新   | GYAO! 楽天ShowTime           |
|               | 火曜 0:30 - 1:00（月曜深夜） | ニコニコ生放送               |
|               | 火曜 1:00（月曜深夜） 更新   | ニコニコチャンネル           |
|               | 火曜 12:00 更新              | バンダイチャンネル           |
| 2014年7月21日 | 月曜更新                     | dアニメストア                |

| 放送期間                | 放送時間                     | 放送局       | 対象地域   | 備考                    |
| ----------------------- | ---------------------------- | ------------ | ---------- | ----------------------- |
| 2024年4月13日 - 6月22日 | 土曜 23:30 - 日曜 0:00       | TOKYO MX     | 東京都     |                         |
|                         |                              | BS11         | 日本全域   | BS放送 / 『ANIME+』枠   |
|                         |                              | とちぎテレビ | 栃木県     |                         |
|                         |                              | 群馬テレビ   | 群馬県     |                         |
| 2024年4月14日 - 6月23日 | 日曜 3:38 - 4:08（土曜深夜） | 毎日放送     | 近畿広域圏 | 『アニメシャワー』第4部 |

| 配信開始日    | 配信時間                   | 配信サイト |
| ------------- | -------------------------- | --- |
| 2024年4月13日 | 土曜 23:30 - 日曜 0:00     | ABEMA |
| 2024年4月16日 | 火曜 12:00 更新            | Prime Video auスマートパスプレミアム dアニメストア DMM TV FOD Hulu J:COM STREAM Lemino milplus MBS動画イズム Netflix TELASA TVer U-NEXT アニメ放題 バンダイチャンネル ニコニコチャンネル |
|               | 火曜 22:30 - 23:00         | ニコニコ生放送 |
| 2024年4月17日 | 水曜 0:00（火曜深夜） 更新 | マンガUP! |

| 放送期間               | 放送時間                     | 放送局       | 対象地域   | 備考                      |
| ---------------------- | ---------------------------- | ------------ | ---------- | ------------------------- |
| 2025年4月5日 - 6月28日 | 土曜 23:30 - 日曜 0:00       | TOKYO MX     | 東京都     |                           |
|                        |                              | BS11         | 日本全域   | BS放送 / 『ANIME+』枠     |
|                        |                              | 群馬テレビ   | 群馬県     |                           |
|                        |                              | とちぎテレビ | 栃木県     |                           |
| 2025年4月6日 - 6月29日 | 日曜 3:08 - 3:38（土曜深夜） | 毎日放送     | 近畿広域圏 | 『アニメシャワー』第3部   |
| 2025年4月7日 - 6月30日 | 月曜 21:00 - 21:30           | AT-X         | 日本全域   | CS放送 / リピート放送あり |

| 配信開始日    | 配信時間                   | 配信サイト |
| ------------- | -------------------------- | --- |
| 2025年4月5日  | 土曜 23:30 - 日曜 0:00     | ABEMA |
| 2025年4月8日  | 火曜 12:00 更新            | Prime Video Pontaパス dアニメストア（本店・for Prime Video） DMM TV FOD Hulu J:COM STREAM Lemino milplus MBS動画イズム Netflix TELASA TVer U-NEXT アニメ放題 バンダイチャンネル Disney+ |
| 2025年4月12日 | 土曜 0:00（金曜深夜） 更新 | マンガUP! |

## 特別番組
『黒執事 サキドリSP 最強の黒執事は誰だ？』のタイトルで、第1期放送に先駆けて放送された。出演ははしのえみ、城咲仁、ザブングル、千原ジュニア。
| 放送日        | 放送時間                     | 放送局   | 対象地域   | 備考     |
| ------------- | ---------------------------- | -------- | ---------- | -------- |
| 2008年9月26日 | 金曜 3:00 - 3:30（木曜深夜） | 毎日放送 | 近畿広域圏 | 製作参加 |
| 2008年9月30日 | 火曜 1:15 - 1:45（月曜深夜） | tvk      | 神奈川県   |          |

『タナカのナレーションで振り返る『黒執事』前半戦ダイジェスト』のタイトルで、第1期第2クール放送に先駆けて放送された。ナレーションは麦人（タナカ役）。
| 放送日        | 放送時間                     | 放送局    | 対象地域   | 備考     |
| ------------- | ---------------------------- | --------- | ---------- | -------- |
| 2009年1月9日  | 金曜 1:25 - 1:55（木曜深夜） | 毎日放送  | 近畿広域圏 | 製作参加 |
| 2009年1月10日 | 土曜 2:10 - 2:40（金曜深夜） | TBSテレビ | 関東広域圏 |          |

第2期DVD第8巻に収録された未放映エピソードが『「黒執事Ⅱ」特別編『死神ウィルの物語』』のタイトルで放送された。
| 放送日        | 放送時間                     | 放送局       | 対象地域   | 備考     |
| ------------- | ---------------------------- | ------------ | ---------- | -------- |
| 2012年1月6日  | 金曜 2:10 - 2:40（木曜深夜） | 毎日放送     | 近畿広域圏 | 製作参加 |
| 2012年1月7日  | 土曜 2:50 - 3:20（金曜深夜） | TBSテレビ    | 関東広域圏 |          |
| 2012年1月13日 | 金曜 3:50 - 4:20（木曜深夜） | 中部日本放送 | 中京広域圏 |          |
| 2012年1月17日 | 火曜 2:25 - 2:55（月曜深夜） | RKB毎日放送  | 福岡県     |          |

『「黒執事 Book of Circus」放送直前SP〜その執事、広報〜』のタイトルで、第3期放送に先駆けて放送された。出演は小野大輔（セバスチャン役）、杉山紀彰（ウィリアム役）、宮野真守（ジョーカー役）。
| 放送日       | 放送時間                     | 放送局    | 対象地域   | 備考     |
| ------------ | ---------------------------- | --------- | ---------- | -------- |
| 2014年7月4日 | 金曜 2:29 - 2:59（木曜深夜） | 毎日放送  | 近畿広域圏 | 製作参加 |
| 2014年7月5日 | 土曜 2:55 - 3:25（金曜深夜） | TBSテレビ | 関東広域圏 |          |
|              | 土曜 3:15 - 3:45（金曜深夜） | CBCテレビ | 中京広域圏 |          |
| 2014年7月6日 | 日曜 0:30 - 1:00（土曜深夜） | BS-TBS    | 日本全域   |          |

## 映像特典

### 映像特典（第1期）
『その執事、興行』は、DVD『黒執事 IX』に収録された番外編エピソード。

### 映像特典（第2期）
第2期DVD各巻に収録のOVAと題した番外編エピソード。
| 巻数  | 話数  | サブタイトル | 脚本     | 絵コンテ・演出 | 総作画監督 | 作画監督                   | 備考                       |
| ----- | ----- | --- | -------- | -------------- | ---------- | -------------------------- | -------------------------- |
| 第2巻 | 第1話 | シエル・イン・ワンダーランド（前編） - プロローグ - 第一章 アリス、穴に堕ちる - 第二章 白ウサギ、水玉に輝く - 第三章 ニセ海ガメ、花開かせる - 第四章 黒コショウ、宙に漂う - 第五章 トカゲ、熱く請け合う | 村上リコ | 小倉宏文       | 芝美奈子   | 松本文子 川口千里 佐藤陽子 | 不思議の国のアリス風       |
| 第3巻 | 第2話 | ファントムハイヴ家へようこそ | 樋口達人 | 大久保富彦     | 芝美奈子   | 徳田夢之介                 | 視聴者目線の物語           |
| 第5巻 | 第3話 | MAKING OF KUROSHITSUJI II | 根元歳三 | 佐々木忍       |            | 蘇武裕子 坂崎忠            | ドラマのメイキングビデオ風 |
| 第6巻 | 第4話 | シエル・イン・ワンダーランド（後編） - 第六章 芋虫、悦びを語る - 第七章 チェシャ猫、後足で立つ - 第八章 帽子屋、甘みを加える - 第九章 女王、証を求める                                                  | 村上リコ | 小倉宏文       |            | 森光恵 佐藤陽子            | 不思議の国のアリス風       |
| 第8巻 | 第5話 | 死神ウィルの物語 | 根元歳三 | 田中孝行       |            | 坂崎忠 長谷川友香          | 死神のエピソード           |
| 第9巻 | 第6話 | 蜘蛛の意図 | 岡田麿里 | 佐々木忍       |            | 蘇武裕子                   | トランシー家の人々         |

## 関連商品

### BD / DVD
完全生産限定版は枢やなによる描き下ろしジャケットになっており、特典CDが同梱されている。通常版は芝美奈子によるトールケース仕様の描き下ろしジャケットとなっている。2014年5月7日には第1期と第2期の全43話を収録したBD-BOXが発売された (ANZX-11201〜11)。
| 巻   | 発売日        | 規格品番  | 規格品番  | 収録話                  |
| 巻   | 発売日        | DVD限定版 | DVD通常版 | 収録話                  |
| ---- | ------------- | --------- | --------- | ----------------------- |
| I    | 2009年1月21日 | ANZB-3771 | ANSB-3771 | 第1話                   |
| II   | 2009年2月25日 | ANZB-3773 | ANSB-3773 | 第2話 - 第4話           |
| III  | 2009年3月25日 | ANZB-3775 | ANSB-3775 | 第5話 - 第7話           |
| IV   | 2009年4月22日 | ANZB-3777 | ANSB-3777 | 第8話 - 第10話          |
| V    | 2009年5月22日 | ANZB-3779 | ANSB-3779 | 第11話 - 第13話         |
| VI   | 2009年6月24日 | ANZB-3781 | ANSB-3781 | 第14話 - 第16話         |
| VII  | 2009年7月22日 | ANZB-3783 | ANSB-3783 | 第17話 - 第19話         |
| VIII | 2009年8月26日 | ANZB-3785 | ANSB-3785 | 第20話 - 第22話         |
| IX   | 2009年9月30日 | ANZB-3787 | ANSB-3787 | 第23話 - 第24話、番外編 |

| 巻   | 発売日         | 規格品番     | 規格品番  | 収録話                                             |
| 巻   | 発売日         | DVD限定版    | DVD通常版 | 収録話                                             |
| ---- | -------------- | ------------ | --------- | -------------------------------------------------- |
| I    | 2010年9月22日  | ANZB-9721/2  | ANSB-9721 | 第1話 - 第2話                                      |
| II   | 2010年10月27日 | ANZB-9723/4  | ANSB-9723 | 第3話、OVA「シエル・イン・ワンダーランド（前編）」 |
| III  | 2010年11月24日 | ANZB-9725/6  | ANSB-9725 | 第4話、OVA「ファントムハイヴ家へようこそ」         |
| IV   | 2010年12月22日 | ANZB-9727/8  | ANSB-9727 | 第5話 - 第6話                                      |
| V    | 2011年1月26日  | ANZB-9729/30 | ANSB-9729 | 第7話、OVA「MAKING OF KUROSHITSUJI II」            |
| VI   | 2011年2月23日  | ANZB-9731/2  | ANSB-9731 | 第8話、OVA「シエル・イン・ワンダーランド（後編）」 |
| VII  | 2011年4月6日   | ANZB-9733/4  | ANSB-9733 | 第9話 - 第10話                                     |
| VIII | 2011年4月27日  | ANZB-9735/6  | ANSB-9735 | 第11話、OVA「死神ウィルの物語」                    |
| IX   | 2011年5月25日  | ANZB-9737/8  | ANSB-9737 | 第12話、OVA「蜘蛛の意図」                          |

| 巻  | 発売日         | 規格品番      | 規格品番      | 規格品番   | 収録話         |
| 巻  | 発売日         | BD限定版      | DVD限定版     | DVD通常版  | 収録話         |
| --- | -------------- | ------------- | ------------- | ---------- | -------------- |
| I   | 2014年8月27日  | ANZX-11341/2  | ANZB-11341/2  | ANSB-11341 | 第1話 - 第2話  |
| II  | 2014年9月24日  | ANZX-11343/4  | ANZB-11343/4  | ANSB-11343 | 第3話 - 第4話  |
| III | 2014年10月22日 | ANZX-11345/6  | ANZB-11345/6  | ANSB-11345 | 第5話 - 第6話  |
| IV  | 2014年11月26日 | ANZX-11347/8  | ANZB-11347/8  | ANSB-11347 | 第7話 - 第8話  |
| V   | 2014年12月24日 | ANZX-11349/50 | ANZB-11349/50 | ANSB-11349 | 第9話 - 第10話 |

| 巻 | 発売日        | 規格品番     | 規格品番     | 規格品番   | 収録話 |
| 巻 | 発売日        | BD限定版     | DVD限定版    | DVD通常版  | 収録話 |
| -- | ------------- | ------------ | ------------ | ---------- | ------ |
| 上 | 2015年1月28日 | ANZX-11361/2 | ANZB-11361/2 | ANSB-11361 | 第1話  |
| 下 | 2015年2月25日 | ANZX-11363/4 | ANZB-11363/4 | ANSB-11363 | 第2話  |

| 巻 | 発売日        | 規格品番     | 規格品番     | 収録話         |
| 巻 | 発売日        | BD限定版     | DVD限定版    | 収録話         |
| -- | ------------- | ------------ | ------------ | -------------- |
| 1  | 2024年6月26日 | ANZX-16631/3 | ANZB-16631/3 | 第1話 - 第2話  |
| 2  | 2024年7月31日 | ANZX-16634/6 | ANZB-16634/6 | 第3話 - 第5話  |
| 3  | 2024年8月28日 | ANZX-16637/9 | ANZB-16637/9 | 第6話 - 第8話  |
| 4  | 2024年9月25日 | ANZX-16640/2 | ANZB-16640/2 | 第9話 - 第11話 |

| 巻 | 発売日            | 規格品番     | 規格品番     | 収録話          |
| 巻 | 発売日            | BD限定版     | DVD限定版    | 収録話          |
| -- | ----------------- | ------------ | ------------ | --------------- |
| 1  | 2025年7月9日      | ANZX-17841/3 | ANZB-17841/3 | 第1話 - 第3話   |
| 2  | 2025年8月13日     | ANZX-17844/6 | ANZB-17844/6 | 第4話 - 第6話   |
| 3  | 2025年9月10日予定 | ANZX-17847/9 | ANZB-17847/9 | 第7話 - 第9話   |
| 4  | 2025年10月8日予定 | ANZX-17850/2 | ANZB-17850/2 | 第10話 - 第13話 |

### 音楽CD
第1期
- 黒執事 華麗なるドラマCD（2008年11月26日、SVWC-7596）
  - アニメ版の配役でオリジナルストーリーがメイン。

- 黒執事キャラクターソング『その執事、歌唱』（2008年12月24日、SVWC-7604）
  - アーティスト - セバスチャン・ミカエリス（声 - 小野大輔）

- 黒執事サウンドコンプリート BLACK BOX（2009年8月26日、SVWC-7646）

第2期
- 黒執事II オリジナルサウンドトラック（2010年12月22日、SVWC-7734）
- 黒執事IIキャラクターソング『黒執事、歌唱』（2010年8月25日、SVWC-7711）
  - アーティスト - セバスチャン・ミカエリス（声 - 小野大輔）

- 黒執事IIキャラクターソング『駄庭師、楽唱』（2010年8月25日、SVWC-7712）
  - アーティスト - フィニアン（声 - 梶裕貴）

- 黒執事IIキャラクターソング『赤執事、紅唱』（2010年9月1日、SVWC-7713）
  - アーティスト - グレル・サトクリフ（声 - 福山潤）

- 黒執事IIキャラクターソング『堅死神、独唱』（2010年9月1日、SVWC-7714）
  - アーティスト - ウィリアム・T・スピアーズ（声 - 杉山紀彰）

- 黒執事IIキャラクターソング『放蕩人、朗唱』（2010年9月22日、SVWC-7715）
  - アーティスト - 劉（声 - 遊佐浩二）

- 黒執事IIキャラクターソング『葬儀屋、笑唱』（2010年9月22日、SVWC-7716）
  - アーティスト - 葬儀屋（声 - 諏訪部順一）

- 黒執事IIキャラクターソング『黄執事、低唱』（2010年10月6日、SWVC-7717）
  - アーティスト - アグニ（声 - 安元洋貴）

- 黒執事IIキャラクターソング『王子様、高唱』（2010年10月6日、SWVC-7718）
  - アーティスト - ソーマ・アスマン・カダール（声 - 立花慎之介）

- 黒執事IIキャラクターソング『堕子爵、美唱』（2010年10月27日、SWVC-7719）
  - アーティスト - ドルイット子爵（声 - 鈴木達央）

- 黒執事IIキャラクターソング『新死神、軽唱』（2010年10月27日、SWVC-7720）
  - アーティスト - ロナルド・ノックス（声 - KENN）

### 書籍
- TVアニメーション「黒執事」 Black Record（2009年3月27日、ISBN 978-4-7575-2535-1）
- TVアニメーション「黒執事II」 Black Tabloid（2010年6月18日、ISBN 978-4-7575-2887-1）
- TVアニメーション「黒執事II」 Final Record（2010年10月18日、ISBN 978-4-7575-2960-1）

## 劇場アニメ
『劇場版 黒執事 Book of the Atlantic』（げきじょうばん くろしつじ ブック・オブ・ザ・アトランティック）が、2017年1月21日に公開。原作の「豪華客船編」を劇場アニメ化。メインスタッフ・キャストは第3期・OVAと同様。興行通信社調べ「全国映画動員ランキング」初日2017年1月21・22日集計で初登場第11位にランクインした。
公開開始後の2017年1月25日にはタナカ役の藤村俊二が死去したため、その旨が公表された後の同年2月2日には公式サイトで追悼文が発表された。

### スタッフ（劇場アニメ）
- 原作 - 枢やな（掲載 月刊「Gファンタジー」スクウェア・エニックス刊）
- 監督 - 阿部記之
- 脚本 - 吉野弘幸
- キャラクターデザイン・総作画監督 - 芝美奈子
- 音楽 - 光田康典
- 配給 - アニプレックス
- 制作 - A-1 Pictures
- 製作 - Project Atlantic（アニプレックス、スクウェア・エニックス、博報堂DYミュージック&ピクチャーズ、毎日放送、木下グループ、ムービック、ローソン、WOWOW）

### 主題歌（劇場アニメ）
「硝子の瞳」
作詞 - マオ / 作曲 - ゆうや / 歌 - シド